# HMS Tempest (N86)
Le HMS Tempest (N86) est un sous-marin de classe T en service dans la Royal Navy. Construit au chantier naval Cammell Laird à Birkenhead, il est lancé le 10 juin 1941 et mis en service le 6 décembre 1941 sous le commandement du Lieutenant commander William Alexander Keith Napier Cavaye.

## Historique
Le Tempest eut une courte carrière opérationnelle, ayant servi uniquement en mer Méditerranée.
Après un mois d'essais et d'exercices, le Tempest quitte Holy Loch pour Gibraltar le 3 janvier 1942. Il arrive à destination le 11 janvier.
Sa première patrouille se déroule du 21 au 27 janvier 1942 au départ de Gibraltar pour la mer d'Alboran.
Le 1er février 1942, le Tempest quitte Gibraltar pour Malte et y arrive une semaine plus tard. Le submersible quitte Malte dans la nuit du 10 février 1942 pour patrouiller le golfe de Tarente. Le lendemain, il est prévenu qu'il est repéré par les Italiens. Malgré tout, le sous-marin continue sa patrouille dans le golfe avant d'être aperçu le 13 février par un torpilleur de la classe Spica, le Circe. Le navire de la Regia Marina lance une attaque de charges de profondeur et plusieurs taches d'huile apparaissent à la surface. Au cours de l'attaque, les batteries du sous-marins ont explosé, l'obligeant à faire surface. À peine est-il remonté qu'il est accueilli par un feu nourri du Circe.
L'équipage abandonne le sous-marin et 23 des 62 hommes sont secourus trois heures plus tard par un navire de guerre. Les Italiens ont tenté d'aborder le sous-marin, sans succès en raison d'une mer agitée. Après quelques coups de feu de la part du torpilleur, les Italiens décident de le remorquer. Deux hommes d'équipage du navire embarquent sur le sous-marin et préparent le remorquage. Alors que le Circe manœuvrait pour commencer le remorquage, le Tempest coule par la poupe, obligeant les deux hommes à sauter dans la mer.

## Commandement
- Lieutenant commander William Alexander Keith Napier Cavaye du 8 octobre 1941 au 13 février 1942.